# Basilica di San Severino (Bordeaux)
La basilica di San Severino (in francese: basilique Saint-Seurin) è un luogo di culto cattolico di Bordeaux, nel dipartimento della Gironda, dedicato a san Severino di Bordeaux.

## Storia
Classificata come monumento storico di Francia nel 1840, la basilica è divenuta anche patrimonio dell'umanità per l'UNESCO dal 1998 in quanto meta intermedia della Via Turonensis, uno dei percorsi per San Giacomo di Compostella in Francia.